# Cantone di Rivesaltes
Il Cantone di Rivesaltes era una divisione amministrativa dell'arrondissement di Perpignano.
È stato soppresso a seguito della riforma complessiva dei cantoni del 2014, che è entrata in vigore con le elezioni dipartimentali del 2015.
Comprendeva i comuni di:
- Cases-de-Pène
- Espira-de-l'Agly
- Opoul-Périllos
- Peyrestortes
- Pia
- Rivesaltes
- Salses-le-Château
- Vingrau